# Santa Ana de Velasco
Santa Ana ist eine Ortschaft im Departamento Santa Cruz im südamerikanischen Anden-Staat Bolivien.

## Lage
Santa Ana ist zentraler Ort des Cantón Santa Ana im Municipio San Ignacio de Velasco in der Provinz José Miguel de Velasco. Die Stadt liegt auf einer Höhe von 464 m in der Region Chiquitania, einer streckenweise noch unberührten Hügellandschaft zwischen Santa Cruz und der brasilianischen Grenze.

## Geographie
Santa Ana liegt im bolivianischen Tiefland in der Region Chiquitania, einer noch weitgehend unberührten Landschaft zwischen Santa Cruz und der brasilianischen Grenze. Das Klima der Region ist ein semi-humides Klima der warmen Tropen.
Die monatlichen Durchschnittstemperaturen schwanken im Jahresverlauf nur geringfügig zwischen 20,9 °C im Juni und 26,6 °C im Oktober, wobei sie zwischen September und März fast konstant oberhalb von 25 °C liegen (siehe Klimadiagramm San Ignacio de Velasco). Das Temperatur-Jahresmittel beträgt 24,5 °C. Die jährliche Niederschlagsmenge liegt im langjährigen Mittel bei 1200 mm. Drei Viertel des Niederschlags fallen in der Regenzeit von November bis März, während in der Trockenzeit in den ariden Monaten Juni bis August weniger als 30 mm pro Monat fallen.

## Geschichte
Der Ort wurde 1755 von dem Gansheimer Jesuitenpater Julian Knogler gegründet. Er leistete von 1748 bis 1767 beim Stamm der Chiquitos Missionsarbeit.

## Verkehrsnetz
Santa Ana liegt in nordöstlicher Richtung 445 Straßenkilometer von Santa Cruz entfernt, der Hauptstadt des Departamentos.
Von Santa Cruz aus führt die asphaltierte Nationalstraße Ruta 4 über 57 Kilometer in nördlicher Richtung über Warnes nach Montero. Hier trifft sie auf die Ruta 10, die über eine Strecke von 279 Kilometern nach Osten führt und die Ortschaften San Ramón, San Javier und Santa Rosa de Roca als Asphaltstraße durchquert. Auf den restlichen 60 Kilometern bis zur Provinzhauptstadt San Ignacio de Velasco ist die Straße unbefestigt, ebenso auf ihrem 310 Kilometer langen weiteren Weg nach Osten entlang der brasilianischen Grenze über San Vicente de la Frontera nach San Matías und weiter in die brasilianische Stadt Cáceres.
Von San Ignacio aus nach Südosten führt eine unbefestigte Landstraße, die nach 45 Kilometern Santa Ana erreicht und von dort weiter in südlicher Richtung in das 23 Kilometer entfernte San Rafael führt.

## Bevölkerung
Die Einwohnerzahl der Ortschaft ist in den vergangenen beiden Jahrzehnten auf mehr als das Doppelte angestiegen:
| Jahr | Einwohner | Quelle       |
| ---- | --------- | ------------ |
| 1992 | 284       | Volkszählung |
| 2001 | 483       | Volkszählung |
| 2012 | 704       | Volkszählung |
| 2024 |           | Volkszählung |

## UNESCO-Welterbe
Die Stadt ist bekannt durch eine der Jesuitenreduktionen der Chiquitos, die im Jahr 1990 zum UNESCO-Welterbe erklärt wurden.